# Huset vid floden
Huset vid floden (engelska: House by the River) är en amerikansk kriminalfilm och film noir från 1950, regisserad av Fritz Lang med manus skrivet av Mel Dinelli. Filmens huvudroller görs av Louis Hayward och Lee Bowman.

## Handling
Författaren Stephen Byrne som arbetar och bor invid en flod försöker när han är berusad förföra sitt hembiträde, men då hon gör motstånd dödar han henne av misstag. Han får genom manipulering sin bror att hjälpa honom att bli kvitt kroppen. När polisen hittar kroppen som de dumpat i floden faller misstankarna på Stephens bror.

## Rollista
- Louis Hayward – Stephen Byrne
- Lee Bowman – John Byrne
- Jane Wyatt – Marjorie Byrne
- Dorothy Patrick – Emily Gaunt
- Ann Shoemaker – Mrs. Ambrose
- Jody Gilbert – Flora Bantam
- Peter Brocco – Harry
- Howland Chamberlain – Åklagaren
- Margaret Seddon – Mrs. Whittaker
- Sarah Padden – Mrs. Beach
- Kathleen Freeman – Effie Ferguson
- Will Wright – Inspektör Sarten

### Fotnoter
1. ↑  ”AFI|Catalog”. catalog.afi.com. https://catalog.afi.com/Catalog/moviedetails/26358. Läst 2 januari 2020.